# Dicksonia deplanchei
Dicksonia deplanchei là một loài dương xỉ trong họ Dicksoniaceae. Loài này được Vieill., Bak. mô tả khoa học đầu tiên..
Danh pháp khoa học của loài này chưa được làm sáng tỏ. 